# Estación de Montereau
La estación de Montereau es una estación ferroviaria francesa de la línea París - Marsella, situada en la comuna de Montereau-Fault-Yonne, en el departamento de Seine-et-Marne, al sudeste de la capital. Por ella transitan tanto trenes regionales como los cercanías de la línea R del Transilien.

## Historia
La estación fue inaugurada a mediados del siglo XIX por parte de una compañía local aunque rápidamente acabaría en las manos de la Compañía de Ferrocarriles París-Lyon-Mediterráneo. El edificio de viajeros es obra de François-Alexandre Cendrier, arquitecto que diseñó también otras estaciones de la misma compañía. En 1938, la compañía fue absorbida por la recién creada SNCF. Desde 1997, explotación y titularidad se reparten entre la propia SNCF y la RFF.

## Situación ferroviaria
Ubicada en un importante nudo ferroviario la estación forma parte del trazado de la línea férrea París-Marsella (PK 78,627) y del trazado de las siguientes líneas férreas:
- Línea férrea Corbeil-Essonnes - Montereau. Eje paralelo al París-Marsella, tiene una función complementaria al mismo.
- Línea férrea Flamboin-Gouaix - Montereau. Corto y antiguo eje de apenas 30 kilómetros que ofrecía un enlace entre la radial París-Marsella y la radial París-Troyes. La pérdida de protagonismo de este último acabó repercutiendo en ella y fue cerrada al tráfico de viajeros en 1939 y prácticamente abandonada en la década de los 80. En 2008 fue parcialmente recuperada para el tráfico de mercancías y se prevé que lo sea totalmente en el 2011.

## Descripción
Esta estación se compone de cinco andenes al que acceden seis vías. Tiene la particularidad de que el andén lateral (andén 1) al que da acceso el edificio de viajeros lleva hasta una vía de servicio. Por ello es necesario usar un paso subterráneo para acceder al resto de vías (andenes 2,3,4 y 5). 
Dispone de atención comercial todos los días y de máquinas expendedoras de billetes. 

## Servicios ferroviarios

### Regionales
Los TER Borgoña enlazan las siguientes ciudades:
- Línea París - Laroche-Migennes.
- Línea París - Auxerre.

### Cercanías
Los trenes de Línea R del Transilien circulan por la estación siendo uno de los terminales de la misma. 